# Crvenoglava patka
Crvenoglava patka (lat. A.  americana) je patka srednje veličine iz roda Aythya, koji se nalazi u potporodici ronilica. 1838. opisao ju je Thomas Campbell Eyton, engleski prirodoslovac.

## Opis
Mužjaci su dugi 44-54 cm. Ženke su neznatno manje, njihova duljina tijela je 41.5-51.5 cm. Prosječna težina je 1100 grama. Mužjak teži 0.95-1.4 kg, a ženka 0.68-1.3 kg. Duljina krila kod mužjaka je 23-24.2 cm, a kod ženki 21-23 cm.
Ova patka jako sliči glavatoj patki, samo joj je glava zaobljenija, a tijelo tamnije. Spolni dimorfizam je naglašen. Mužjaci imaju crvenkastosmeđu glavu, crna prsa i srebrnkasto tijelo. Kljun je svjetlosive boje. Šarenica je žuta, ponekad narančasta. 
Ženka je sivosmeđe boje. Odlikuje je najtamnije perje od svih pataka u ovoj potporodici. Kljun je tamnosive boje i ima crni vrh. Šarenica je tamnosmeđe boje. 
Pačićima su vrat i leđa svjetlo maslinastosmeđe boje. Čelo, lice i tijelo su žute boje. 

## Prehrana
Ova ptica hranu obično nalazi ronjenjem. 74% prehrane čini vodena biljka Halodule wrightii, a 21% čine mekušci. Puževi uključuju 18%, a školjkaši 3% prehrane.

## Razmnožavanje
Crvenoglava patka je većinom monogamna vrsta. Često se zna dogoditi da u istom gnijezdu jaja polaže nekoliko ženki. Jaja su dimenzija 60.2x43.3 mm. Sjajna su, svjetlomaslinaste boje. Inkubacija traje 25 dana, a za vrijeme nje, mužjak se sklanja od gnijezda i mitari se. Godišnja stopa smrtnosti za mlade je 80%, a za odrasle jedinke 40%. Mladi nauče letjeti nakon dva ili dva i pol mjeseca. Za 70-84 dana dobivaju svoju maksimalnu veličinu, ali tada još nisu sposobni brinuti se sami za sebe.

## Vanjske poveznice
|  | Zajednički poslužitelj ima stranicu o temi Aythya americana    |
|  | Zajednički poslužitelj ima još gradiva o temi Aythya americana |
|  | Wikivrste imaju podatke o taksonu Aythya americana             |